# Corneille Lancelotz

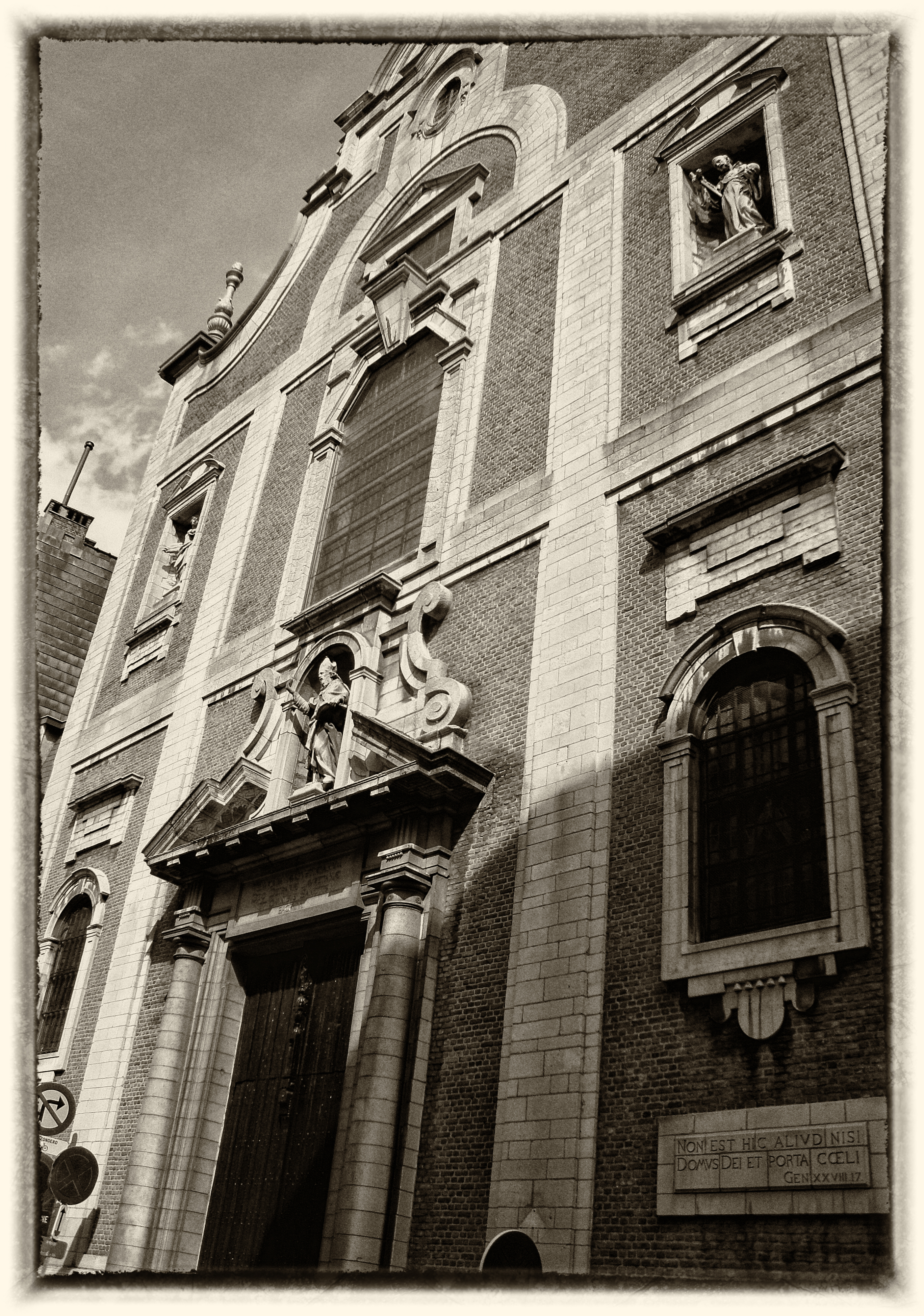
Église du couvent Saint-Augustin, construite à Anvers sous le priorat de Lancelotz

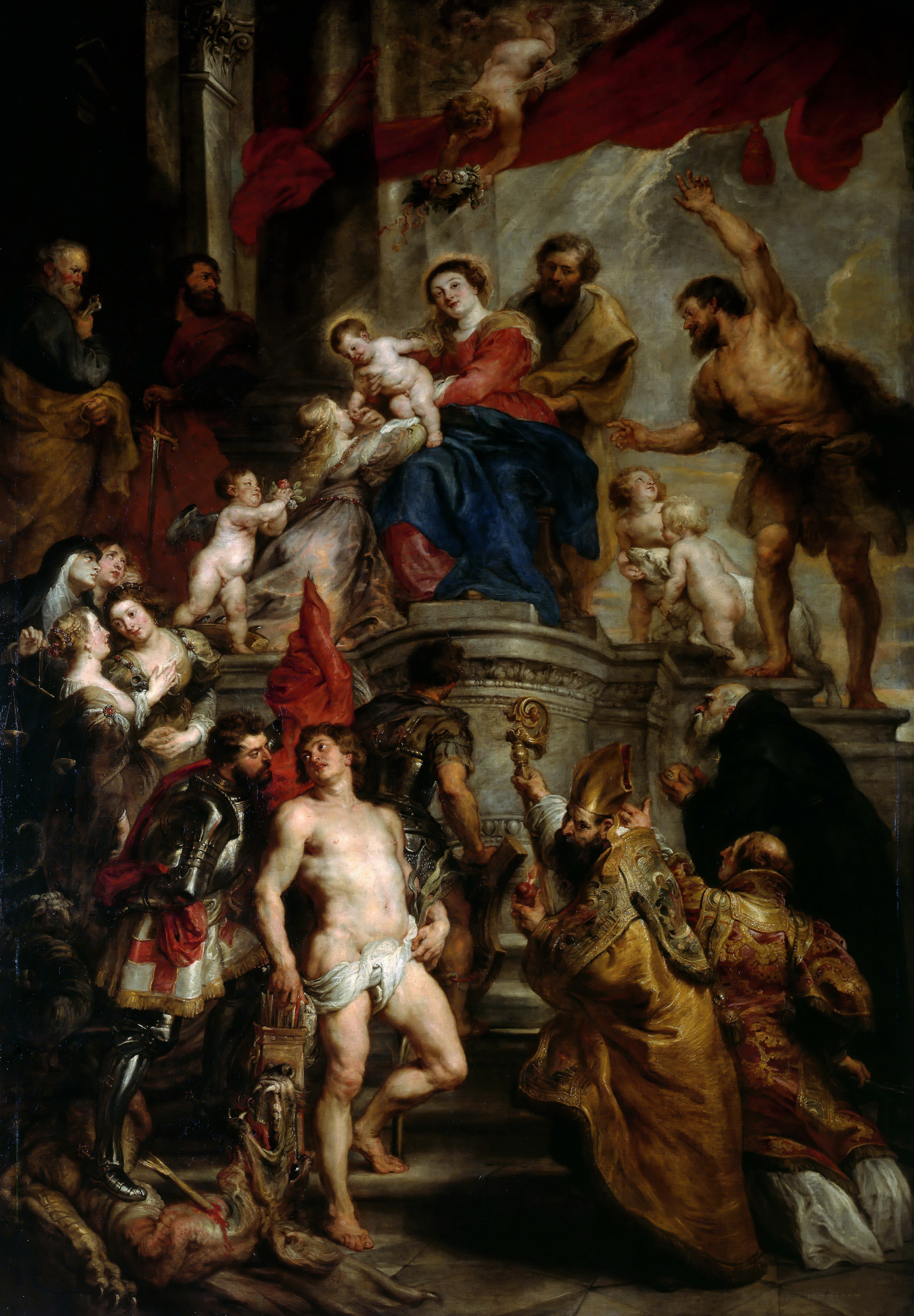
Augustin d'Hippone (en bure noire) en compagnie d'autres saints, aux pieds de la Vierge à l'Enfant (retable de l'église Saint-Augustin d'Anvers, par Pierre-Paul Rubens)

Corneille Lancelotz (1574-1622), dont le nom se trouve souvent latinisé en Lancelottus ou Lancilottus, est un religieux flamand, membre de l'ordre des Ermites de Saint Augustin, auteur d'ouvrages caractéristiques de la spiritualité de sa famille religieuse à l'époque des Pays-Bas espagnols.

## Biographie
Corneille est né à Malines (Belgique) en 1574. Il est le fils d'André Lancelotz, secrétaire du conseil des échevins, et le frère aîné d'Henri Lancelotz. Entré jeune chez les augustins de sa ville natale, il obtiendra le grade de docteur en théologie et sera prieur, successivement, des maisons de Cologne, Hasselt et Anvers. En 1607, il est nommé à la tête de la province dite de Cologne, dont dépendaient les augustins belges. En 1608, le couvent Saint-Augustin est rétabli à Anvers, et c'est sous le priorat de Corneille que sera construite l'église conventuelle, l'un des chefs-d'œuvre de l'architecture baroque anversoise, réalisé par Wenceslas Cobergher à partir de 1615. Lancelots décède à Anvers, le 20 octobre 1622, victime de son dévouement aux blessés, lors du siège de Berg-op-Zoom.

## Postérité
Corneille a laissé un certain nombre d'ouvrages qui, conformément au charisme de son Ordre, s'inspirent tous de la pensée, de l'exemple ou des œuvres d'Augustin d'Hippone. Ainsi, l'un de ses deux écrits de controverses, Nectar et antidotum, utilise des extraits d'Augustin pour lutter contre le protestantisme, qui s'était largement diffusé à Anvers au XVIe siècle. Mais surtout, comme son compatriote et contemporain Jean Neeffs, Corneille se base sur la Règle de saint Augustin pour proposer un modèle de vie ascétique dans un manuel intitulé Lucerna vitae perfectae (qui sera publié, après sa mort, par son frère Henri), ou présente les hagiographies d'Augustin, Monique et Nicolas de Tolentino, dans un livre de prières destiné à la confrérie de la Consolation, et intitulé Pancarpium augustinianum. Cet intérêt pour les membres illustres de sa famille religieuse se marque encore dans une S. Augustini vita : un ambitieux ouvrage qui entend, tout à la fois, dresser une biographie de l'évêque d'Hippone, initier à la lecture de ses écrits et de sa spiritualité, et retracer l'histoire de l'ordre des Ermites de saint Augustin, avec une liste détaillée des fondations et couvents par province. Il existe une traduction de ce livre en néerlandais, faite du vivant de l'auteur, et l'on conserve un manuscrit flamand de la Lucerna; cependant, toutes les œuvres de Corneille ont été publiées à son époque en latin. Celles-ci témoignent de l'esprit et du dynamisme des augustins belges lors de la Contre-Réforme, à la suite de leurs confrères de la Péninsule Ibérique, dans le cadre de la réorganisation religieuse des Pays-Bas espagnols.

### Œuvres
- Nectar et antidotum (1613)
- S. Augustini vita (Anvers, 1616; Munich, 1633; traduction néerlandaise : Anvers, 1621)
- Pancarpium augustinianum (Anvers, 1616)
- Lucerna vitae perfectae cum sacerdotalis tum monachalis iuxta regulam D. Augustini (Anvers, 1624)

### Études
- A. Zumkeller, Lancelotz, Corneille, in Dictionnaire de spiritualité ascétique et mystique, tome IX, Paris, Beauchesne, 1976, p. 177-178.
- Eu. de Seyn, Lancelotz (Corneille), in Dictionnaire biographique des sciences, des lettres et des arts en Belgique, tome II, Bruxelles, Éditions l'Avenir, 1936, p. 640, col. 2.